# Basasteron leucosemum
Basasteron leucosemum là một loài nhện trong họ Zodariidae. Chúng được William Joseph Rainbow miêu tả năm 1920.